# Alwinton
Alwinton – wieś w Anglii, w hrabstwie Northumberland. Leży 53 km na północny zachód od miasta Newcastle upon Tyne i 447 km na północ od Londynu. W 2001 miejscowość liczyła 71 mieszkańców.